# Potok pri Dornberku
Potok pri Dornberku je naselje v Mestni občini Nova Gorica.